# Douce nuit, sanglante nuit
Série
Douce nuit, sanglante nuit 2
(1987)
Pour plus de détails, voir Fiche technique et Distribution.
Douce nuit, sanglante nuit (Silent Night, Deadly Night) est un film de Noël horrifique américain réalisé par Charles E. Sellier Jr., sorti en 1984.

## Synopsis
Un jeune enfant, Billy, accompagne ses parents et son petit frère Ricky, alors bébé, pour rendre visite à leur grand-père à la maison de retraite durant la période de Noël. Le grand-père, légèrement dérangé, terrifie Billy en le mettant en garde contre le Père Noël qui punit les vilains enfants. Sur la route du retour, la famille rencontre un individu en costume de Père Noël, dont la voiture est en panne. L'homme - en fait un criminel qui vient d'utiliser ce déguisement pour commettre un hold-up - assassine les deux parents pour voler leur véhicule, violant également la mère avant de la tuer. Billy et Ricky grandissent ensuite dans un orphelinat mené à la baguette par la mère supérieure. Si Ricky devient le chouchou de la mère supérieure, par contre, Billy en devient le souffre-douleur. Déjà traumatisé par la mort de ses parents, il est en outre régulièrement sanctionné. La punition ultime tombe lorsqu'il frappe un homme déguisé en Père Noël venu rendre visite aux enfants de l'orphelinat.
Devenu adulte, Billy travaille dans un magasin de jouets et tout se passe bien, jusqu'à ce qu'il doive mettre un costume de Père Noël. Le cauchemar commence alors. Billy, dont le traumatisme ressurgit progressivement, se déguise en Père Noël pour tuer les personnes qu'il juge « vilaines » : il projette d'assassiner la mère supérieure qui l'a maltraité durant ses années passées à l'orphelinat.

## Fiche technique
- Titre : Douce nuit, sanglante nuit
- Titre original : Silent Night, Deadly Night
- Titre alternatif lors de certaines diffusions à la télévision : Du sang dans les souliers[1]
- Réalisation : Charles E. Sellier Jr.
- Scénario : Michael Hickey
- Production : Ira Richard Barmak, Scott Schneid et Dennis Whitehead
- Société de production : TriStar
- Budget : 750 000 dollars (569 000 euros)
- Musique : Perry Botkin Jr.
- Photographie : Henning Schellerup
- Montage : Michael Spence
- Décors : Dian Perryman
- Direction artistique : Linda Kiffe
- Pays d'origine : États-Unis
- Format : Couleurs - 1,85:1 - Mono - 35 mm
- Genre : Horreur slasher
- Durée : 85 minutes
- Date de sortie : 9 novembre 1984 (États-Unis)

- Interdit aux moins de 16 ans

## Distribution
- Robert Brian Wilson : Billy Chapman, à 18 ans
- Gilmer McCormick : sœur Margaret
- Lilyan Chauvin : la mère supérieure
- Britt Leach : Ira Sims
- Toni Nero : Pamela
- Randy Stumpf (VF : Patrick Poivey) : Andy
- Linnea Quigley : Denise
- Nancy Borgenicht : Mme Randall
- H.E.D. Redford : le capitaine Richards
- Danny Wagner : Billy Chapman, à 8 ans
- Leo Geter : Tommy
- Will Hare (VF : Roger Carel) : le grand-père Chapman
- Tara Buckman : Ellie Chapman, la mère
- Geoff Hansen : Jim Chapman, le père
- Charles Dierkop : le criminel déguisé en Père Noël

## Autour du film
- Le tournage s'est déroulé de décembre 1983 à février 1984 à Heber City et Salt Lake City.
- Le thème du tueur en série déguisé en Père Noël a également été utilisé dans le segment All Through The House des films à sketchs Histoires d'outre-tombe (1972) et Contes d'outre-tombe (1989), ainsi que dans You Better Watch Out (1980).
- L'actrice Linnea Quigley, qui joue le rôle de Denise, allait se faire connaître l'année suivante avec le film Le Retour des morts-vivants (1985).
- Le film est sorti le même jour que Les griffes de la nuit et a d'ailleurs rapporté plus d'argent que ce dernier lors de sa première semaine de diffusion, avant d'être déprogrammé à la suite d'une revendication massive d'associations parentales.

## Bande originale
- Slayrider
- Sweet Little Baby
- Christmas Flu
- Santa's Watching
- The Warm Side of the Door
- Merry Christmas Baby
- It Must Be Christmas
- Christmas Fever